# 18. poprawka do Konstytucji Stanów Zjednoczonych
18. poprawka do Konstytucji Stanów Zjednoczonych dotyczyła wprowadzenia zakazu wytwarzania, sprzedaży i przewozu napojów alkoholowych i rozpoczęła w Stanach Zjednoczonych okres prohibicji. Została uchwalona przez Kongres Stanów Zjednoczonych 18 grudnia 1917 i została ratyfikowana 16 stycznia 1919 roku. Ostatecznie, po kilkunastu latach obowiązywania, poprawka została w całości uchylona 5 grudnia 1933 roku przez wprowadzenie 21. poprawki do Konstytucji Stanów Zjednoczonych. Do tej pory jest to jedyna poprawka do Konstytucji Stanów Zjednoczonych, która została uchylona w całości. Była to również pierwsza poprawka, która zawierała termin, w którym należy ją ratyfikować.

## Treść poprawki
W oryginale poprawka stanowi, że:

Section 1. After one year from the ratification of this article the manufacture, sale, or transportation of intoxicating liquors within, the importation thereof into, or the exportation thereof from the United States and all territory subject to the jurisdiction thereof for beverage purposes is hereby prohibited.
Section 2. The Congress and the several States shall have concurrent power to enforce this article by appropriate legislation.
Section 3. This article shall be inoperative unless it shall have been ratified as an amendment to the Constitution by the legislatures of the several States, as provided in the Constitution, within seven years from the date of the submission hereof to the States by the Congress.

co można przetłumaczyć jako:

§1. Poczynając od roku po przyjęciu niniejszego artykułu, niniejszym zabrania się wytwarzania, sprzedaży i przewozu przeznaczonych do spożycia napojów wyskokowych, jak również ich importu do i eksportu ze Stanów Zjednoczonych oraz jakiegokolwiek obszaru podległego ich władzy.
§2. Kongres i poszczególne stany są w równej mierze uprawnione do zapewnienia przez odpowiednie ustawodawstwo wykonania niniejszego artykułu.
§3. Artykuł ten nie wejdzie w życie, jeżeli w ciągu siedmiu lat od przedstawienia go przez Kongres stanom nie zostanie zgodnie z przepisami konstytucji ratyfikowany przez ciała ustawodawcze poszczególnych stanów jako poprawka do konstytucji.

## Ratyfikacja
Zgodnie z trybem ratyfikacji poprawek przewidzianym w piątym artykule Konstytucji Stanów Zjednoczonych i treścią 18. poprawki weszła ona w życie rok po ratyfikacji przez 46 z 48 stanów, co nastąpiło 16 stycznia 1919 roku. Dwa z 48 stanów, Rhode Island i Connecticut opowiedziały się przeciwko 18. poprawce.